# Fritz Büttner (Freudenstadt)
Fritz Büttner (* 1. November 1903 in Heilbronn; † 14. Juli 1991 in Reutlingen) war ein württembergischer Verwaltungsjurist.

## Leben
Büttner, Sohn eines Oberlehrers und evangelischer Konfession, studierte von 1923 bis 1927 Rechtswissenschaften in Tübingen und Berlin. Er war Mitglied der Studentenverbindung Turnerschaft Hohenstaufia Tübingen. 1927 legte er die erste und 1930 die zweite höhere Justizdienstprüfung ab. 1929 wurde er in Tübingen zum Dr. iur. promoviert.
Er war von 1931 bis 1933 Rechtsanwaltsvertreter und Rechtsanwalt in Stuttgart und Heilbronn. 1933 trat er in die württembergische Innenverwaltung ein und zum 1. Mai desselben Jahres schloss er sich der NSDAP an (Mitgliedsnummer 3.578.598). 1935 wurde er Regierungsrat beim Oberamt Öhringen und 1938 beim Landkreis Freudenstadt. Von 1939 bis 1940 leitete er als Amtsverweser den Landkreis Freudenstadt. Später war er im Innenministerium und bis 1946 am Landratsamt Ravensburg tätig. 1947 wurde er Spruchkammervorsitzender beim Oberversicherungsamt Tübingen und später in Reutlingen.